# الواقفة على الحسين بن علي بن أبي طالب
الواقفة على الحسين بن علي بن أبي طالب هي طائفة شيعية كانت تعتقد بأن الأئمة هم ثلاثة وهم علي بن أبي طالب وابنيه الحسن والحسين، وأنه بوفاة الإمام الحسين بن علي بن أبي طالب فإن الإمامة قد انقطعت، وكانت تعتقد هذه الطائفة بأن علي بن أبي طالب وابنيه الحسن والحسين سيرجعون في آخر الزمان لطلب الثأر وقتل أعدائهم، «انقطعت الإمامة بعد الحسين، إنما كانوا ثلاثة أئمة (أي علي والحسن والحسين) مسمين بأسمائهم استخلفهم رسول الله  وأوصى إليهم وجعلهم حججا على الناس وقواما بعده واحدا بعد واحد، فقاموا بواجب الدين وبينوه للناس حتى استغنوا عن الإمام بما أوصلوا إليهم من علوم رسول الله، فلا يثبتون إمامة لأحد بعدهم وثبتوا رجعتهم لا لتعليم الناس أمور دينهم ولكن لطلب الثأر وقتل أعدائهم والمتوثبين عليهم الآخذين حقوقهم وهذا معنى خروج المهدي عندهم وقيام القائم».